# Ле Мёр, Аннаиг
Аннаиг Ле Мёр (фр. Annaïg Le Meur; род. 29 апреля 1973, Брест,Франция) — французский политик, депутат Национального собрания Франции.

## Биография

### Детство
Родилась 29 апреля 1973 года в Бресте в семье строительного подрядчика и домохозяйки. Ее детство прошло в коммуне Милизак, а затем семья вернулась в Брест.
В возрасте 6 лет Аннаиг начала профессионально заниматься баскетболом, выступала за женский баскетбольный клуб Бреста, затем за команду Racing Club de France из Парижа, играла в финале Кубка Франции. После завершения спортивной карьеры работала тренером детских и молодёжных команд. С 2013 по 2015 годы была вице-президентом Ассоциации родителей учащихся школ Кемпера, с 2011 года является членом наблюдательного совета школ города Кемпер.

### Профессиональная карьера
В 1995 году она получила диплом кинезитерапевта. Год спустя получила степень бакалавра университете Париж-Нантер, а через несколько лет – диплом магистра в Монпелье. Параллельно в 2003 году получила диплом ортопеда.
С 1995 по 2003 годы Аннаиг Ле Мёр работала в Университетском больничном центре (CHU) Бишо-Клод Бернар в Париже, затем в отделении травматологии и ревматологии центра функциональной реабилитации Tréboul в Дуарнене (департамент Финистер). В 2004 году создала в Кемпере свою компанию, занимающуюся ортопедией и оборудованием для реабилитации инвалидов. Активно участвует в решении проблем людей с ограниченными возможностями. Она также имеет особый интерес к теме аутизма, поскольку у ее сына диагностирован аутизм.

### Политическая карьера
В апреле 2016 года Аннаиг Ле Мёр присоединилась к движению «Вперёд!» Эмманюэля Макрона. Она активно участвовала в его президентской кампании, а после победы Макрона стала кандидатом президентского большинства на выборах в Национальное собрание в 2017 году по 1-му избирательному округу департамента Финистер и была избрана депутатом Национального собрания Франции, получив 54,45 % голосов во 2-м туре.
Аннаиг Ле Мёр была избрана секретарем Бюро Национального собрания, отвечает за соблюдение правил этики, связанные с статусом депутата; c 2020 года является виуе-председателем Комиссии по экономическим вопросам. В июне 2021 года она вместе с Барбарой Бессо-Балло назначена содокладчиком по вопросу развития гастрономии.
Будучи депутатом от приморского департамента, она участвовала в нескольких парламентских мероприятиях по этой теме. Является членом попечительского совета музея побережья и членом рабочей группы по прибрежным районам Национального собрания. 7 февраля 2019 года Аннаиг Ле Мёр назначена докладчиком на слушаниях Национального собрания по рыболовству: целью ее доклада было выявление основных рисков, с которыми сталкивается эта отрасль. Этот отчет был представлен комитету по экономическим вопросам 4 октября 2019 года.
Также Аннаиг Ле Мёр проявляла интерес к вопросу планирования развития территорий. Она активно участвовала в принятии закона «О развитии жилищного строительства, благоустройства и цифровых технологий».
На муниципальные выборы 2020 года возглавила список партии «Вперёд, Республика!» в Кемпере. Ее список занимает третье место с 13,8 % голосов, существенное уступив как левому, таки правому блокам, каждый из которых набрал более 30 % голосов. Безуспешно пыталась договориться о союзе с обоими блоками, после чего получила во втором туре 9,2 % голосов и два места в городском совете, одно из которых заняла.
На выборах в Национальное собрание в 2022 году Аннаиг Ле Мёр вновь баллотировалась во первом округе департамента Финистер от президентского большинства и сохранила мандат депутата, получив во втором туре 53,9 % голосов.

## Занимаемые должности
- с 21.06.2017 — депутат Национального собрания Франции от 1-го избирательного округа департамента Финистер
- с 29.06.2020 — член муниципального совета города Кемпер